# Mickey
A Mickey Toni Basil amerikai énekesnő dala, amely a Word of Mouth című albumon jelent meg. A dal az énekesnő legnépszerűbb dala lett, sőt mivel Toni Basilnek nem volt a Mickey-n kívül más ismert slágere, az előadót gyakran szokták egyslágeres előadónak is hívni.

## Helyezések és minősítések
| Ország (1982–1983)                    | Helyezés |
| ------------------------------------- | -------- |
| Australia (Kent Music Report)         | 1        |
| Belgium (Ultratop 50 Flanders)        | 39       |
| Kanada Top Singles (RPM)              | 1        |
| Írország (IRMA)                       | 3        |
| Hollandia (Single Top 100)            | 39       |
| Új-Zéland (Recorded Music NZ)         | 2        |
| South Africa (Springbok Radio)        | 3        |
| Egyesült Királyság (UK Singles Chart) | 2        |
| US Billboard Hot 100                  | 1        |
| US Hot Dance Club Songs (Billboard)   | 3        |
| US Cash Box                           | 2        |
| Németország (Media Control Charts)    | 69       |

| Ország(1982)                   | Helyezés |
| ------------------------------ | -------- |
| Ausztrália (Kent Music Report) | 6        |
| Kanada Top Singles (RPM)       | 63       |
| Új-Zéland (Recorded Music NZ)  | 15       |
| US Cash Box                    | 36       |

| Ország (1983)            | Helyezés |
| ------------------------ | -------- |
| Canada Top Singles (RPM) | 35       |
| US Billboard Hot 100     | 36       |

| Ország (1958–2018)   | Helyezés |
| -------------------- | -------- |
| US Billboard Hot 100 | 539      |

### Eladási minősítések
| Régió                                                       | Minősítés  | Eladott példányszám |
| ----------------------------------------------------------- | ---------- | ------------------- |
| Ausztrália (ARIA)                                           | platina    | 100 000^            |
| Kanada (Music Canada)                                       | 2× platina | 200 000^            |
| Egyesült Királyság (BPI)                                    | arany      | 500 000^            |
| Egyesült Államok (RIAA)                                     | platina    | 2 000 000^          |
| ^ Kiszállítási példányszámok kizárólag a minősítés alapján. |            |                     |